# Santa Maria de Palautordera
Santa Maria de Palautordera és una vila i municipi de Catalunya situat a la comarca del Vallès Oriental. Forma part de la subcomarca del Baix Montseny.

## Geografia
- Llista de topònims de Santa Maria de Palautordera (Orografia: muntanyes, serres, collades, indrets..; hidrografia: rius, fonts...; edificis: cases, masies, esglésies, etc).

|                        | Sant Esteve de Palautordera | Fogars de Montclús |
| Sant Pere de Vilamajor |                             | Sant Celoni        |
| Llinars del Vallès     | Vilalba Sasserra            | Vallgorguina       |

Està situat a la vall del riu Tordera, al peu del massís del Montseny. La vegetació predominant és la pineda i els alzinars.

### Flora i fauna
El municipi de Santa Maria de Palautordera, per la seva proximitat al riu Tordera, ha estat tradicionalment ric en aigua. Això ho demostra l'elevat nombre de basses que antigament es feien servir per regar.
El recent estudi de Sandra Miquel sobre "El tritó marbrat a Santa Maria de Palautordera" fa una relació de les basses i la qualitat de la seva aigua.

## Economia
L'agricultura de cereals, patates i la vinya, juntament amb l'horticultura són les principals explotacions agràries del terme municipal. També hi ha explotacions ramaderes, sobretot bovina, porcina i d'aviram.
Les principals indústries són la paperera, química i metal·lúrgica.

## Administració
| Període     | Alcalde o alcaldessa                             | Partit polític      | Data de possessió | Observacions |
| ----------- | ------------------------------------------------ | ------------------- | ----------------- | ------------ |
| 1979–1983   | Jordi Baiget Elias / Josep Amargat Garriga       | PSC / CIU           | 19/04/1979        | --           |
| 1983–1987   | Lluís Pardo Fuillerat / Josep M. Fàbregas Molins | PSC                 | 28/05/1983        | --           |
| 1987–1991   | Joan Soler Moles                                 | CIU                 | 30/06/1987        | --           |
| 1991–1995   | Joan Soler Moles                                 | CIU                 | 15/06/1991        | --           |
| 1995–1999   | Joan Soler Moles                                 | CIU                 | 17/06/1995        | --           |
| 1999–2003   | Joan Mayneris Parera                             | PSC                 | 03/07/1999        | --           |
| 2003–2007   | Jaume Grau Xena                                  | CIU                 | 14/06/2003        | --           |
| 2007–2011   | Joan Mayneris Parera                             | PSC                 | 16/06/2007        | --           |
| 2011–2015   | Jordi Xena i Ibáñez                              | CIU                 | 11/06/2011        | --           |
| 2015–2019   | Jordi Xena i Ibáñez                              | CIU                 | 13/06/2015        | --           |
| 2019-2023   | Jordi Xena i Ibáñez                              | Junts per Catalunya | 15/06/2019        | --           |
| Des de 2023 | n/d                                              | n/d                 | 17/06/2023        | --           |

## Llocs d'interès
| Entitat de població               | Habitants (2023) |
| Santa Maria de Palautordera       | 5.553            |
| el Virgili el Temple i Ca n'Abril | 2.003            |
| Sanata                            | 1.076            |
| les Barqueres                     | 805              |
| el Remei                          | 435              |
| Font: Idescat                     |                  |

- Al nucli de la població de Santa Maria de Palautordera es troba l'església parroquial gòtica de Santa Maria i alguns edificis modernistes i noucentistes.
- Al nord del terme hi destaca el Santuari del Remei, d'estil barroc-neoclàssic.
- Al riu Tordera, que delimita els termes municipals de Sant Celoni i Santa Maria de Palautordera, hi destaca el Pont Trencat, de l'edat mitjana, que ha estat recentment remodelat conjuntament pels Ajuntaments de Santa Maria de Palautordera i Sant Celoni.
- La Masia de Can Lleuder està inclosa en l'Inventari del Patrimoni Arquitectònic.

## Serveis

### Escoles
En l'actualitat el municipi disposa de les següents escoles:
- CEIP Fontmartina Arxivat 2009-10-06 a Wayback Machine., situat Passeig de les Escoles, 3.
- CEIP Mancomunat La Tordera, situat al barri del Virgili, Temple i Ca n'Abril.
- ZER Pont Trencat, situat al barri del Pont Trencat.
- CEIP Matagalls Arxivat 2009-09-11 a Wayback Machine., situat al carrer Arenys.

Així mateix, el municipi compta amb dues llars d'infants:
- Llar d'Infants Sol Solet, situada al barri del Virgili.
- Llar d'Infants El Cabirol, situada a la cantonada del carrer Empordà i Passeig del Remei

El municipi també compta amb un institut,
- l'IES Reguissol.

### Equipaments esportius
El municipi de Santa Maria de Palautordera disposa d'un bon nombre d'equipaments esportius distribuïts per tots els barris. Al nucli urbà els equipaments esportius s'agrupen entorn de l'anella esportiva. Els equipaments que hi ha en l'actualitat
- Poliesportiu municipal Joan Cañellas.[1]
  - És un poliesportiu de tipus PAV-2 que pot ser dividit en 3 pistes transversals.
  - Disposa de 6 vestidors.
  - Compta amb una sala annexa de 120 m² per tal de dur-hi a terme activitats de gimnàstica i dur a terme l'escalfament i relaxació dels entrenaments.
  - El pavelló va ser el 17 de març de 2007.

- Camp de futbol municipal.
  - El camp de futbol és de gespa artificial des de mitjans del 2006.
  - Té un bar local social.
  - El local social va ser inaugurat el gener de 2007.

- Pistes de petanca municipal.
  - Format per 8 pistes de petanca.
  - Disposa d'un local social.

## Esports
El Club Handbol Palautordera és un club d'handbol ha sigut bressol d'alguns jugadors que han destacat en l'elit de l'handbol com Joan Cañellas i Reixach, David Davis i Càmara, etc. Altres jugadors importants que han format part de l'equip en algun moment de la seva carrera: Xavier Pascual i Fuertes. Més tard es van començar a jugar partits al darrere de les antigues escoles (al costat de l'ajuntament) on hi havia un gran descampat (actualment hi ha l'envelat). Amb la col·laboració d'uns quants voluntaris s'hi va construir una pista de terra.

## Personatges il·lustres
- Josep Abril i Argemí, polític i escriptor.
- David Davis Cámara, jugador d'handbol.
- Joan Cañellas, jugador d'handbol.
- Marc Cañellas, jugador d'handbol.
- Joan Lluís Moraleda i Perxachs, músic.
- Ferran Soldevila, historiador i escriptor.

## Galeria d'imatges

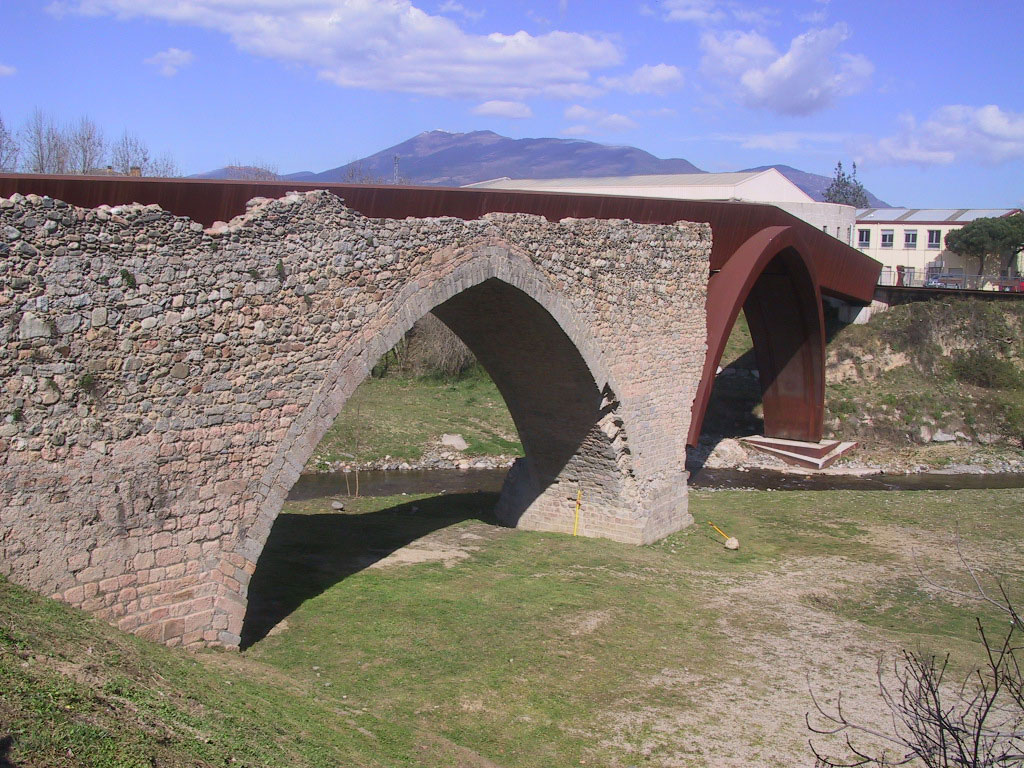
Pont Trencat
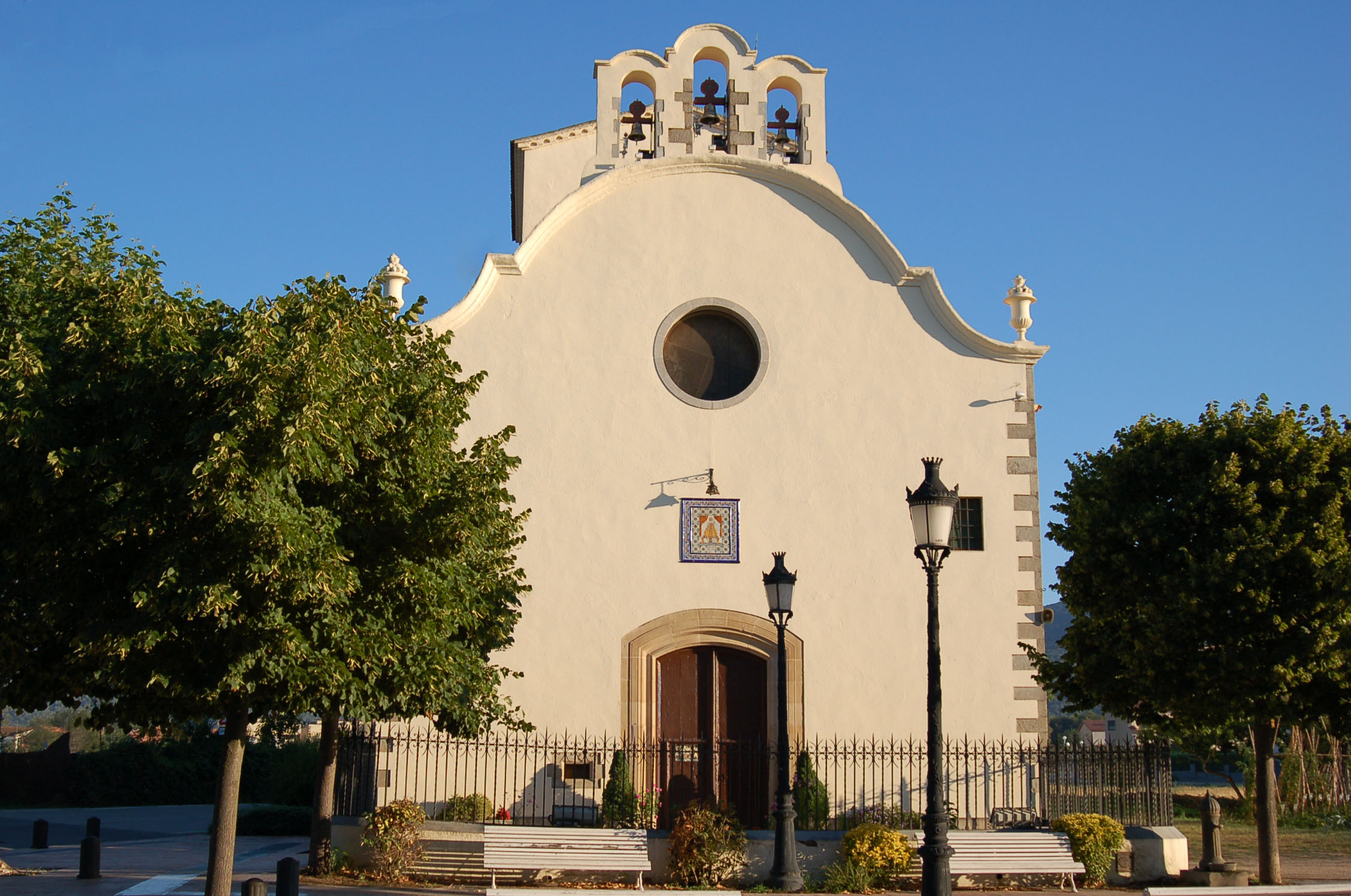
Ermita del Remei
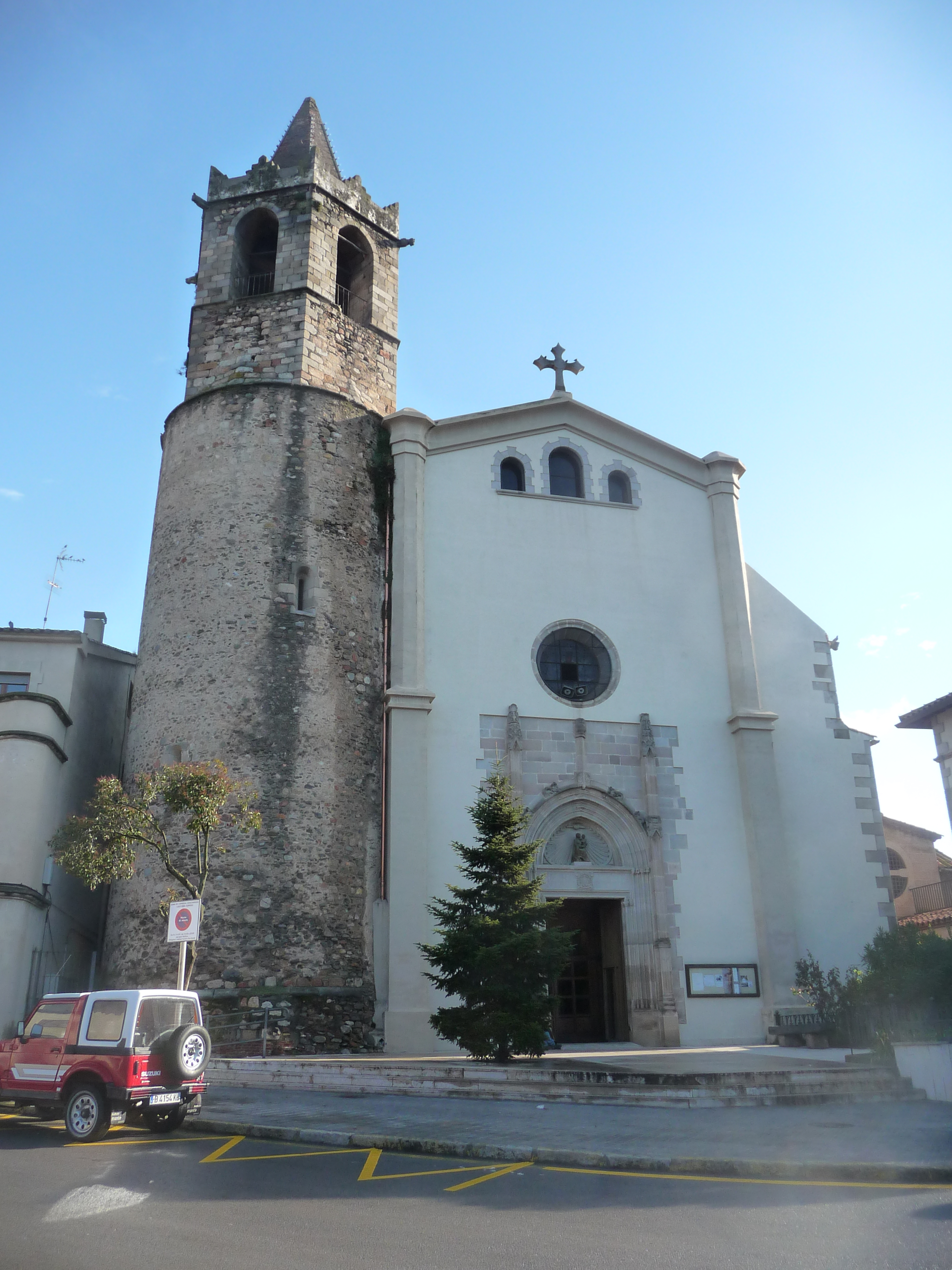
Església

## Demografia
| 1497 f | 1515 f | 1553 f | 1717 | 1787 | 1857  | 1877  | 1887  | 1900  | 1910  |
| ------ | ------ | ------ | ---- | ---- | ----- | ----- | ----- | ----- | ----- |
| 67     | 76     | 69     | -    | 733  | 1.223 | 1.369 | 1.224 | 1.114 | 1.278 |

| 1920  | 1930  | 1940  | 1950  | 1960  | 1970  | 1981  | 1990  | 1992  | 1994  |
| ----- | ----- | ----- | ----- | ----- | ----- | ----- | ----- | ----- | ----- |
| 1.347 | 1.580 | 1.580 | 1.708 | 2.055 | 2.593 | 4.145 | 4.797 | 5.058 | 5.058 |

| 1996  | 1998  | 2000  | 2002  | 2004  | 2006  | 2008  | 2010  | 2012  | 2014  |
| ----- | ----- | ----- | ----- | ----- | ----- | ----- | ----- | ----- | ----- |
| 5.456 | 5.795 | 6.306 | 6.826 | 7.499 | 8.099 | 8.614 | 9.040 | 9.196 | 9.138 |

| 2016  | 2018  | 2020  | 2022  | 2024   | 2026 | 2028 | 2030 | 2032 | 2034 |
| ----- | ----- | ----- | ----- | ------ | ---- | ---- | ---- | ---- | ---- |
| 9.194 | 9.325 | 9.630 | 9.777 | 10.008 | -    | -    | -    | -    | -    |